# Richard Phillips Feynman
Richard F. Phillips Feynman, ameriški fizik in matematik, * 11. maj 1918, Far Rockaway, (Queens – širše območje New Yorka), ZDA, † 15. februar 1988, Los Angeles, Kalifornija, ZDA.

## Življenje
Njegov oče, Melville Arthur Feynman, je bil trgovski potnik v manjši tovarni z uniformami, mati, Lucille, rojena Phillips, pa gospodinja. Oče je bil iz Minska, oba starša sta bila litvaka. Feynman je pozno začel govoriti šele ob svojem tretjem rojstvem dnevu. Ko je odrasel, je govoril z newyorškim naglasom, tako zelo, da so njegovo obnašanje imeli za spakovanje in pretiravanje, njegova prijatelja Pauli in Bethe pa sta nekoč izjavila, da je govoril »kot iz topa«. V šolo je Feynman hodil v rojstnem kraju in si pridobil sloves, da uspešno popravlja radijske sprejemnike.
Po srednji šoli je leta 1935 začel študirati matematiko na Tehniški visoki šoli MIT v Cambridgeu, Massachusetts. Presedlal je na elektrotehniko in nazadnje na fiziko, iz katere je diplomiral leta 1939. V svoji diplomi je predlagal izviren in trajen pristop k računanju sil v molekulah. Kot najboljšemu študentu v fiziki in matematiki vsaj v zadnjih petih letih – v nekaterih drugih predmetih je bil slabši – so mu svetovali, naj nadaljuje študij na drugi šoli in mu priporočili Univerzo Princeton. V Princetonu je njegov mentor postal Wheeler, znan po svojem delu v jedrski fiziki in pozneje v splošni teoriji relativnosti. Skupaj z Bohrom je postavil okvir za teorijo cepitve uranovega jedra. Počasni nevtroni cepijo le lažji izotop urana, uran 235, hitri nevtroni pa tudi težjega, uran 238, ki ga je v naravnem uranu 99,27 %.
Po izbruhu 2. svetovne vojne se je Feynman v Princetonu pridružil skupini, ki si je prizadevala dobiti uran, obogaten z lažjim izotopom. Leta 1943 so skupino priključili skrivnemu Projektu Manhattan, načrtu za izdelavo jedrske bombe v Los Alamosu. Pred tem je leta 1942 Feynman uspešno zagovarjal svoje doktorsko delo. V Los Alamosu je fizikalni oddelek vodil Oppenheimer, teoretični fiziki pa je načeloval Bethe. Feynman je postal vodja skupine, ki je raziskovala teoretična vprašanja od pridobivanja lažjega uranovega izotopa do pojavov ob eksploziji bombe. K skupini so sodili tudi računarji, ki so imeli vlogo današnjega računalnika. Uporabljali so mehanične računske strojčke in si podajali izide na preluknjanih karticah. Feynman je postal znan po tem, da se je resno lotil vsakega problema in jih veliko tudi rešil. Po vojni ga je leta 1946 Bethe povabil za profesorja na Univerzo Cornell v Ithaci v zvezni državi New York. Tu je bil do leta 1950, ko je prešel na Tehniško visoko šolo Caltech v Pasadeni, Kalifornija in ostal tam do smrti.

## Feynman kot osebnost
Bil je zelo nenavadna osebnost. Med drugim ni priznal avtoritete in ni ničesar verjel vnaprej, o vsem se je želel prepričati sam na svoj način. Proti volji staršev se je leta 1941 poročil z dekletom, katerega dnevi so bili šteti. Žena je za jetiko umrla leta 1945. Poleg očeta in matere je najbolj vplivala na Feynmana. Študirala je umetnost, izdajala šolski časopis in za študij služila s poučevanjem klavirja. Feynman je odklanjal umetnost in filozofijo, ki jo je imel za prazno govorjenje. Odklonil je tudi judovsko vero staršev, češ da si zgodbe v njenih knjigah nasprotujejo. Po njem je vsaka reč v matematiki bodisi trivialna bodisi nemogoča, oziroma da lahko matematiki dokažejo samo trivialne izreke. Ko je namreč nekoč gostoval na Inštitutu za višji študij v Princetonu, je med popoldanskim pitjem čaja in kave pogosto prisluhnil klepetu matematikov in skoraj vedno je šlo približno takole: Prvi matematik je drugemu vneto nekaj pojasneval in pisal po tabli, medtem ko ga je drugi stalno prekinjal z vzkliki »To je nemogoče!«, »Ne, to je zares nemogoče!«. Tako sta se prepirala četrt ali pol ure, potem pa je tisti drugi nenadoma veselo ugotovil: »Ah, saj to je vendar trivialno!« Po ženini smrti je bil osamljen in se je spustil v veliko dogodivščin z ženskami. Pred njim niso bile varne niti žene prijateljev in študentov. Leta 1952 se je poskusil ustaliti in se je poročil vdrugo s profesorico arheologije Mary Louise Bell. Toda zakon je šel kmalu narazen leta 1956. 
Leta 1954 je kot tretji fizik dobil ameriško nagrado Alberta Einsteina. Leta 1956 je v svojem slavnem predavanju prvič spregovoril o možnostih molekularne tehnologije: »Kar se mene tiče, zakoni fizike ne nasprotujejo temu, da bi bilo stvari mogoče graditi atom za atomom.« Obljubljal je majcene robote, ki bi lahko popravljali bolne telesne celice. Imenoval jih je 'peroralni kirurgi'. Njegove zamisli so ponudile snov za gradove v oblakih in so ga kasneje nepravilno navajali. Leta 1958 se je udeležil konference o miroljubni uporabi jedrske energije in je med kopanjem ob Ženevskem jezeru spoznal Angležinjo, ki je želela pobegniti iz malomestnega okolja in ob delu spoznati svet. To je bil začetek razgibane zgodbe, ki je preko zapletov z vizo dekle nazadnje pripeljala v Ameriko. Poročila sta se leta 1960. Rodil se jima je sin in pozneje sta posvojila deklico. Feynman je postal družinski oče in je znal ravnati z otroki, vendar se je še naprej zanimal za veliko stvari. V Los Alamosu je prišel na glas, da zna odpirati blagajne, v katerih naj bi fiziki hranili tajne dopise in ugotovitve. Feynman je po premisleku, s poskušanjem in spretnostjo, ki si jo je pridobil, odprl nekaj blagajn, kar ni bilo pretirano težko. Vendar se je glas o tem razširil na vse strani. Preden je začel delo na Caltechu, je bil najprej nekaj tednov in potem vse leto v Riu de Janeiru. Naučil se je toliko portugalščine, da je lahko predaval na tamkajšnji univerzi. Že prej se je navdušil za bobnanje, zdaj pa je sodeloval v ansamblu, pridno vadil in z njim uspešno nastopil na karnevalu. Pokazalo se je, da ima za bobnanje pravi dar. Pozneje je sam in skupaj z drugimi velikokrat nastopil kot bobnar na bongu in drugih bobnih. 
Leta 1960 je Feynman izkoristil za spoznavanje drugega področja. V znani skupini na Caltechu se je lotil raziskovanja v genetiki in bil tudi pri tem uspešen. Nato se je oprijel slikarstva. Neki slikar ga je v zameno za ure iz kvantne mehanike poučeval o slikarstvu. Feynman je priredil odmevno razstavo in prodal več slik. Na svoji koži je hotel preskusiti nekatere trditve. Dal se je zapreti v veliko podvodno posodo in se v popolnem miru navadil opazovati sebe od zunaj. Spraševal se je, kako delujejo možgani in uvidel, da tu ne gre za nič nenavadnega. Do enakega sklepa je prišel tudi na srečanju z Urijem Gellerjem, ki si je pred Feynmanom zaman prizadeval ukriviti ključ »z močjo volje«. Feynman se ni menil za javne zadeve. Čeprav je bil najbolje plačani profesor na Caltechu, ni hodil na seje in ni pisal prijav za raziskovalne naloge. Tako stališče so mu številni kolegi zamerili. Ko sta njegova otroka obiskovala šolo, je sodeloval v odboru za učbenike zvezne države Kalifornije. Odklonil je novo matematiko in povzročil vihar, ko je razkril nepremišljenost založnikov pri izdajanju učbenikov. Najprej je želel odkloniti Nobelovo nagrado in poskušal izstopiti iz ameriške akademije znanosti. Po nagradi je stavil, da deset let ne bo sprejel nobene »odgovorne dolžnosti«, zaradi katere »bi moral drugim osebam dajati navodila, kaj naj naredijo«. Leta 1976 je zadovoljen sprejel deset dolarjev za dobljeno stavo. Dve leti pred smrtjo je ravnal drugače, ko se je dal imenovati v Reaganovo komisijo, ki je raziskala nesrečo raketoplana Challenger. Po posvetovanju z inženirji je hitro ugotovil, da je bilo za nesrečo krivo tesnilo, ki je zaradi nizke temperature zgubilo prožnost in dopustilo, da je ušel plamen iz pogonske rakete s trdim gorivom. Na zasedanju komisije, ki ga je prenašala televizija, je kos tesnila zvil in vtaknil v vodo z ledom; kos je nekaj časa ostal zvit, tudi ko ga je vzel iz vode. Pozneje se je zavzel za inženirje, ki so opozarjali na pomanjkljivosti, in obtožil vodstvo ameriškega vesoljske agencije NASA, da iz želje po uspehih in podpori politikov opozoril ni upoštevalo.
Že leta 1978 je zbolel. Iz trebuha so mu odstranili velik tumor. Malo pred tem so za rakom operirali tudi ženo. Čez tri leta se je tumor ponovil in to pot je bila operacija težavnejša. Odstranili so mu tudi ledvico in vranico. Pozneje je izbruhnila še druga oblika raka, ki je prizadela kri. Morda je bila bolezen povezana s sodelovanjem pri poskusni eksploziji prve jedrske bombe. Kljub temu je Feynman še naprej predaval. Proti koncu leta 1987 se je razvil tretji tumor in odpovedala mu je tudi preostala ledvica. Tedaj se je odločil, da se ne bo več zdravil. Pred smrtjo je izjavil: »Ne bi maral umreti vdrugo, tako dolgočasno je.«
Feynman je rad pripovedoval zgodbe, v katerih je nastopal kot junak. V mislih jih je predeloval in ponovno pripovedoval. V pogovoru se je nenavadno hitro in duhovito odzval. Pozneje se je pokazalo, da je večino izjav skrbno premislil in pripravil vnaprej. To velja tudi za nekatere zgodbe; zbrane so v dveh knjigah, ki jih imamo lahko za nekakšno avtobiografijo. Knjigi je sicer napisal in uredil Ralph Leihton, sin fizika Roberta Leightona. S Feynmanom sta skupaj bobnala, pa je zgodbe večkrat slišal. Prva knjiga Zagotovo se šalite, gospod Feynman. Dogodivščine radovednega značaja (Surely You're Joking, Mr. Feynman! Adventures of a Curious Character), (Unwin Paperbacks, London 1986), je postala uspešnica leta 1985, druga Kaj ti mar, kaj mislijo drugi. Nadaljnje dogodivščine radovednega značaja (What Do You Care What Other People Think?) je izšla po smrti. Naslov prve je vzet po vzkliku strah zbujajoče dekanove žene z Univerze Cornell, ko je Feynman na vprašanje, ali želi v čaj smetano ali limono, odgovoril: »Oboje«. Naslov druge je izrek Feynmanove prve žene. Leta 1995 je izšel podroben življenjepis z naslovom Genij: Življenje in znanost Richarda Feynmana ter drugih, ki ga je napisal James Gleick. Ne glede na razgibano življenje bo Feynman ostal znan po svojem delu v fiziki. Tudi pri tem je poskušal biti po vsej sili samosvoj. Nekateri njegovi prijatelji mislijo, da ga je izrecna želja po izvirnosti kdaj tudi zavrla in osamila. Lahko bi ga celo onemogočila, če ne bi bil tako bister in delaven. Primerjajo ga z nekom, ki rine v hribe bos, ker hoče pokazati, da je to mogoče. Le malo je bral fizikalne revije in tudi svojih redkih doktorantov ni spodbujal, da bi brali. Lahko si mislimo, da je bil za okolico pogosto neprijeten in je poleg občudovanja zbujal tudi strah in odpor. Nekaj študentov je zaradi njega pustilo fiziko ali prešlo s teoretične na eksperimentalno. Feynman se je zameril celo nekaterim najtesnejšim sodelavcem, čeprav se je poskušal držati pravila: »Daj mu več priznanja, kot mu gre.«

## Feynman kot znanstvenik
Kot drugi znani teoretični fiziki je Feynman vtisnil svoj pečat številnim delom fizike. V prvem članku leta 1939 je s svojim profesorjem obravnaval gibanje vesoljskih delcev pod vplivom magnetnega polja zvezd v galaksiji. Istega leta je pod naslovom Sile v molekulah izšla njegova diplomska naloga. Doktorskemu delu leta 1942 je sledilo nekaj del iz Los Alamosa, ki jih ni bilo mogoče objaviti. Leta 1945 je skupaj z Wheelerjem objavil članek Sodelovanje z absorberjem kot mehanizem sevanja. Wheeler je namreč mislil, da njunega skupnega dela Feynman ne more predložiti kot doktorsko delo. Članek obravnava sevanje elektrona, najlažjega naelektrenega delca, katerega delovanje na druge naelektrene delce opišemo navadno z električnim poljem. Prva težava je v tem, da energija v polju naraste čez vse meje, če si mislimo, da elektron postaja vse manjši. Na drugi strani pa za zdaj kaže, da elektronu ne moremo prirediti končne razsežnosti. Tu je še druga težava. Polje elektrona deluje tudi na njegov naboj. Ni mogoče preprosto privzeti, da polje elektrona ne deluje na naboj, iz katerega izvira, saj prav s tem delovanjem pojasnimo sevanje elektrona, če ga premaknemo. Wheeler in Feynman sta se poskušala odpovedati polju in privzeti, da elektroni delujejo na daljavo zgolj na druge elektrone. To se je obneslo, če sta poleg zakasnjenega delovanja upoštevala še vnaprejšnje delovanje. Zakasnitev je lahko pojasniti: če premaknemo elektron, motnja potrebuje nekaj časa, da dospe do drugih oddaljenih elektronov. Uvedba vnaprejšnjega delovanja, to je motnje, preden premaknemo elektron, pa se nam upira. Taka v času simetrična slika pripelje do vseh znanih ugotovitev in se izogne težavam z neomejeno energijo polja ali delovanjem elektrona nase. Privzeti je treba le, da je vsenaokoli dovolj snovi, ki absorbira izsevano valovanje. Feynman je o tem predaval in Einstein, ki je tedaj delal v Princetonu, je zamisel lepo sprejel. Feynmana in Wheelerja, ki sta ga obiskala, je celo opozoril, da je imel pred tridesetimi leti podobno zamisel. Slediti bi morala odločilna poteza, opis bi bilo treba prevesti v kvantno mehaniko, v kateri elektrona ni mogoče opisati tako, kot opisujemo velika telesa. Toda to jima ni uspelo, čeprav je Wheeler sprva trdil drugače. Feynmana to ni posebej prizadelo. Med razmišljanjem o novih rešitvah se je tako izpopolnil, da je lahko sprejel neko Diracovo misel in jo dalje razvil. Gibanje teles so lahko obravnavali na dva načina: ali tako, da so za vsak trenutek in kraj posebej določili silo drugih teles, ali tako, da so upoštevali celotno gibanje po vseh mogočih poteh in dejansko pot izbrali z zahtevo, da je količina, imenovali so jo akcija, največja ali najmanjša. Svetloba potuje na primer iz točke v drugo točko po poti, za katero porabi najkrajši čas. Feynman je upošteval vse mogoče poti elektrona iz točke v drugo točko, izračunal akcijo in zahteval, da doseže največjo ali najmanjšo vrednost. Tako je na dotlej neznan način prišel do znane osnovne enačbe kvantne mehanike, ki jo je že leta 1926 postavil Schrödinger. Kakor je značilno za kvantno mehaniko, pri tem ni dobil določene poti, ampak samo verjetnost za prehod od prve do druge točke. Feynman je avtor renormalizacijske teorije, ki so jo najprej za potrebe kvantne mehanike razvili še Dyson, Schwinger in drugi fiziki. Proti koncu 40. let je imel vodilno vlogo pri razvoju kvantne elektrodinamike. Za to svoje delo je leta 1965 prejel Nobelovo nagrado za fiziko, ki jo je delil še s Tomonago in Schwingerjem. Zelo znan je tudi po Feynmanovih grafih, s katerimi lahko zelo nazorno opišemo interakcije med osnovnimi delci, ter po svojih predavanjih Feynmanova predavanja iz fizike za prvi in drugi letnik študentov na visoki tehniški šoli Caltech v letih 1961 do 1963. Tri rdeče knjige, ki sta jih uredila Ralph Leighton in Mathew Sands, so prava zakladnica za fizika. Za začetnike pa so prezahtevne. Tako je na predavanja prihajalo vse manj začetnikov, a predavalnica je ostala polna, ker so njihova mesta zasedli raziskovalci. V knjigah so izšli še zapiski šestih drugih Feynmanovih predavanj, ki so jih sestavili večinoma poslušalci. Napisal je še Lastnosti fizikalnega zakona (The Character od Physical Law), 1967 in QED - Kvantna elektrodinamika: Čudna teorija svetlobe in snovi (QED: The Strange Theory of Light and Matter), 1985.

## Dela

### Življenjepisi
- Gotovo se šalite, gospod Feynman. (Surely You're Joking, Mr. Feynman! Adventures of a Curious Character), knjiga (Richard P. Feynman, Ralph Leighton, Edward Hutchings) (COBISS)
- Kaj ti mar, kaj mislijo drugi. Nadaljnje dogodivščine radovednega značaja (What Do You Care What Other People Think?), knjiga (Richard P. Feynman, Ralph Leighton)
- Genij: Življenje in znanost Richarda Feynmana ter drugih (Genius: The Life and Science of Richard Feynman), James Gleick, Pantheon, 1992, ISBN 0-679-74704-4

## Priznanja

### Poimenovanja
Po njem se imenuje asteroid glavnega pasu 7495 Feynman.